# Frederic Francisc al III-lea de Mecklenburg
Friedric Francisc al III-lea (19 martie 1851 – 10 aprilie 1897) a fost penultimul Mare Duce de Mecklenburg-Schwerin.

## Biografie
S-a născut la Schloss Ludwigslust ca fiul cel mare al lui Frederic Francisc al II-lea, Mare Duce de Mecklenburg și a primei lui soții, Prințesa Augusta de Reuss-Köstritz. I-a succedat tatălui său ca Mare Duce la 15 aprilie 1883, la vârsta de 32 de ani.
De la o vârstă fragedă Frederic Francisc a suferit de astm și severe dificultăți de respirație. Nu putea să locuiască în nordul Europei și a locuit pe malul Mediteranei, unde clima era mai blândă. Homosexualitatea lui a fost un secret deschis.
Moartea Marelui Duce la Cannes, la 10 aprilie 1897 este învăluită în mister; inițial s-a raportat că s-a sinucis aruncându-se de pe un parapet de pod. Versiunea oficială a decesului său a fost că se afla în grădina lui când a întâmpinat dificultăți de respirație și s-a împleticit înainte de a cădea peste un zid mic. A fost succedat de fiul său, Friedrich Franz IV, care a fost ultimul Mare Duce de Mecklenburg-Schwerin.

## Căsătorie și copii
Friedric Francisc s-a căsătorit cu Marea Ducesă Anastasia Mikhailovna a Rusiei la Sankt Petersburg la 24 ianuarie 1879. Soția lui era nepoata țarului Nicolae I al Rusiei. Frederic și Anastasia au avut trei copii:
- Alexandrine (1879–1952) căsătorită cu regele Christian al X-lea al Danemarcei; a avut copii.
- Friedrich Franz IV (1882–1945) căsătorit cu Prințesa Alexandra de Hanovra; a avut copii.
- Cecile (1886–1954) căsătorită cu Wilhelm, Prinț Moștenitor al Germaniei; a avut copii.